# Ángel Almazán
Ángel Almazán Luna (Madrid, 22 de septiembre de 1958-Madrid, 20 de diciembre de 1976) fue un activista antifascista español que, a los dieciocho años, murió tras ser agredido por la policía después de participar en una manifestación convocada por el Partido del Trabajo de España (PTE) el día 15 de diciembre de 1976 contra la Ley para la Reforma Política, que había sido votada en el Referéndum para la Reforma Política ese mismo día.

## Trayectoria
Era hijo de Tomasa y Ángel y creció en una familia de tres hermanos en el distrito de Puente de Vallecas. Cuando terminó los estudios básicos, continuó con una formación profesional de la rama de Administración, que al llegar a los últimos cursos, comenzó a compaginar con un trabajo de administrativo. Fue adquiriendo compromiso político, pero sin llegar a afiliarse a ningún partido, aunque sí formó parte de la Asociación de Vecinos Doña Carlota-Puente de Vallecas.
Tras la muerte del dictador Franco, el 15 de diciembre de 1976 se realizó el referéndum franquista de la Reforma Política. El Partido del Trabajo de España (PTE), entonces todavía ilegal, convocó una manifestación en la Plaza del Callao de Madrid para pedir la abstención, a la que Almazán asistió. Durante el transcurso de esta, fue golpeado por la policía e ingresó en el Hospital Universitario La Paz donde fallecíó cinco días más tarde. El funeral tuvo lugar el 22 de diciembre, en la iglesia del Dulce Nombre de María, al que acudieron más de tres mil personas convocadas por la Asociación de Vecinos Doña Carlota-Puente de Vallecas, que al terminar, hicieron un recorrido de protesta por las calles del barrio. La Asociación de Vecinos publicó un comunicado el 20 de diciembre en el que pedía el esclarecimiento de los hechos, que se dirimieran responsabilidades y denunciaba el intento de ocultar los hechos por parte del Gobierno.
En el informe de la autopsia, constaba que la muerte se había producido por una hemorragia cerebral traumática consecutiva a una fractura de cráneo y que el cadáver presentaba además diversos golpes. La familia acudió al Juzgado a poner una denuncia. Durante su instrucción, el juez, tras tomar declaración a diversos testigos, pasó el caso a la Jurisdicción Militar porque había miembros de la Policía Armada implicados. A partir de ese momento, ya no podía haber abogados civiles y la familia se quedó sin defensa. En pocos días, el caso se cerró por no haberse podido demostrar quien o quiénes habían causado las lesiones mortales, ya que los policías interrogados Francisco Zambrano García, Tomás González Cid y Leoncio Domínguez Rubio, a las órdenes del capitán José González Pagliery negaron haber golpeado a Almazán y declararon haberlo encontrado tendido en el suelo. En 1977, la Ley de Amnistía impidió a la familia seguir la vía judicial.
El 9 de octubre de 1999, entró en vigor la Ley de Solidaridad con las Víctimas del Terrorismo y Javier Almazán, hermano de Ángel, junto a Saturnino Peña, amigo de este, encargaron al abogado Teodoro Mota Truncet que presentara una solicitud para que Ángel fuera reconocido como víctima, pero la solicitud fue denegada. Esta resolución fue recurrida hasta agotar todas las posibilidades, pero el resultado no cambió.
En 2007, se publicó la Ley de Memoria Histórica 52/2007, de 26 de diciembre, por la que se reconocían y ampliaban derechos y se establecían medidas en favor de quienes padecieron persecución o violencia durante la guerra civil y la dictadura y que, además, incluía el reconocimiento de las personas fallecidas en defensa de la democracia desde el 1 de enero de 1968 y el 6 de octubre de 1977, fecha de entrada en vigor de la Ley de Amnistía. Se volvió a realizar una solicitud que esta vez sí reconoció la condición de víctima de Ángel Almazán con una declaración en los siguientes términos:

«Habiendo quedado acreditado que D. ANGEL ALMAZÁN LUNA padeció persecución y violencia por razones políticas e ideológica, falleciendo el 15 de diciembre de 1976 como consecuencia de las heridas sufridas en el transcurso de una manifestación convocada en ejercicio de la libertad de expresión, que fue reprimida violentamente por la policía, sin que los hechos fueran debidamente investigados, y
VISTO que D. ÁNGEL ALMAZÁN LUNA tiene derecho a obtener la reparación moral que contempla la Ley 52/2007, de 26 de diciembre, mediante la cual la Democracia Española honra a quienes injustamente padecieron persecución o violencia durante la Guerra Civil y la Dictadura,
EXPIDE en su favor la presente DECLARACIÓN DE REPARACIÓN Y RECONOCIMIENTO PERSONAL, en virtud de lo dispuesto en el párrafo 1 del artículo 4 de la citada Ley».

En este documento de reparación no se declara quién o quiénes causaron la muerte a Ángel Almazán Luna.

## Inclusión del caso en la querella argentina contra los crímenes del franquismo
El día 22 de septiembre de 2021, en el sesenta y tres aniversario del nacimiento de Ángel Almazán, Javier Almazán acompañado de abogados de la Coordinadora Estatal de Apoyo a la Querella Argentina Contra Crímenes del Franquismo (CEAQUA), presentó en los Juzgados de Instrucción de Plaza de Castilla en Madrid, una querella criminal por delitos de lesa humanidad y homicidio contra los miembros de la Policía Armada que habían declarado en las diligencias y contra el ministro de Gobernación en el momento en que se produjeron los hechos, Rodolfo Martín Villa.
En marzo de 2023, Javier Almazán Luna se dirigió al Juzgado Federal N°1 de Buenos Aires, a cargo de la jueza María Servini, para declarar en la causa que investiga los crímenes del franquismo y del inicio de la transición en España, en el contexto de la conocida como querella argentina contra los crímenes del franquismo.

## Homenajes
El 15 de diciembre de 2022, el colectivo La Comuna, asociación de presos y represaliados por la dictadura franquista y el Colectivo por los Olvidados de la Transición (COT) organizaron, en la calle Garganta de Aisa, del barrio de Vallecas donde vivió Ángel Almazán Luna, un acto de homenaje durante el que se colocó una placa conmemorativa en la fachada de la que fue su casa. Hubo intervenciones de su hermano Javier y de miembros de los colectivos organizadores. El acto terminó en la sede de la Confederación General del Trabajo (CGT) con la proyección del documental Punto final: memorias de la transición (1969-82) (Madrid: segunda parte), que contiene testimonios sobre el asesinato de Almazán.
El 23 de enero de 2024, se estrenó en la sala Palacio de la Prensa de Madrid, el documental Las armas no borrarán tu sonrisa, dirigido por Adolfo Dufour, impulsado por Manuel Ruiz, hermano de Arturo Ruiz, asesinado durante una manifestación en Madrid, en 1977 y producido por el Colectivo Los Olvidados de la Transición (COT) y Atrapasueños Cinema. El documental, cuyo objetivo es dar a conocer algunos de los crímenes que tuvieron lugar durante la Transición y evitar que las víctimas caigan en el olvido, recoge el testimonio de su hermano Javier.